# 隣人愛
隣人愛（りんじんあい、ドイツ語: Nächstenliebe）とは、他の人々を助ける行為を指している。ここでの「愛」は、共にいる人々の幸せに向けた、あらゆる自主的で非利己的な気持ち・意志からの行動が含まれ、同情を示すことに限らない。「隣人」は、ある差し迫った事態に遭っている各人である。

## 概説
この用語は、ユダヤ教のトーラーにある戒律（レビ記19章18節・統一訳）に由来している。
あなたは人々という子らに仕返しをし、恨みを懐いてはならない。あなたの隣人を自分自身のように愛しなさい。わたしは主である。
また、ナザレのイエスによるトーラー解釈を通じて、隣人愛はキリスト教の中心概念（最も大切な戒めの後段）となり、これは古代の倫理において正義に並ぶ基本的価値となった。
隣人愛は今日、社会的地位や利得を顧みず他者に無私で関わること（利他主義）と、ほぼ同じである。これは「共苦に伴うもの」ではなく、「他人に価値があると思い、それに努めること、親切心によって決まる他者との関係」のことである。隣人愛に当てはまる社会的な決まりや規範は、たいていの宗教や哲学において、倫理的な基本動機いわゆる黄金律として定められており、また人の行動としてあちこちに見られるものである。